# Tyrone Spong
Tyrone Clinton Spong (Paramaribo, 3 settembre 1985) è un kickboxer, pugile e lottatore di arti marziali miste surinamese naturalizzato olandese.
Soprannominato "King of The Ring", ha un record nel kickboxing di 107-7-1 con 73 vittorie prima del limite, ed è l'attuale campione dei pesi cruiser di Muay thai nell'organizzazione WFCA ed è stato un imbattuto campione del mondo It's Showtime nella categoria fino ai 95 kg nel 2008.
Nella sua carriera da kickboxer ha sconfitto notevoli rivali quali Kaoklai Kaennorsing, Zabit Samedov, Keijiro Maeda, Ray Sefo, Melvin Manhoef, Peter Aerts, Remy Bonjasky e Nathan Corbett.
Attualmente è sotto contratto con la promozione singaporiana di kickboxing Glory nella quale ha vinto il torneo 2013 Glory 95kg Slam; per i ranking ufficiali è il contendente numero 1 nella divisione dei pesi mediomassimi.
Tyrone è nato a Paramaribo, Suriname, il 3 settembre 1985. Nel 1990 si è spostato nei Paesi Bassi all'età di 5 anni.

## Carriera nel kickboxing
La gloriosa carriera di Tyrone Spong come professionista di kickboxing inizia nel 2001 con la partecipazione ad alcuni gala e tornei nei Paesi Bassi; qui nell'arco di due anni colleziona 10 vittorie ed una sola sconfitta contro l'egiziano Amir Zeyada, avvenuta per KO.
Prosegue il suo trend positivo fino al suo debutto fuori dai circuiti olandesi, quando nel 2004 viene sconfitto a Tokyo dal beniamino di casa Ryuji Goto.
È comunque nel 2004 che vince il suo primo titolo, ovvero il titolo europeo di muay thai WKN nella categoria dei pesi medi contro lo spagnolo Rafi Zoufeir.
Terminerà il 2004 con 17 vittorie, 2 sconfitte e un pareggio.
Nel 2005 arriva il secondo titolo europeo di muay thai ancora una volta nella divisione dei pesi medi, questa volta per la promozione WPKL contro il marocchino Mohammed Ouali.
Lo stesso anno inizia a combattere in Germania per la A-1 Combat League, dove vince il titolo del mondo contro il turco Senol Kiziltas.
Il 2006 consacra definitivamente Spong come un lottatore di vertice: in quell'anno vince sei incontri consecutivi, il primo di questi in Corea del Sud e gli ultimi tre match furono vinti contro Sem Braan (futuro campione It's Showtime), Kaoklai Kaennorsing (campione asiatico K-1) e Joerie Mes.
Nel 2007 ha la possibilità di vendicare la prima sconfitta in carriera contro Amir Zeyada, ma l'avversario sconfigge ancora una volta il surinamese.
Successivamente vince il titolo mondiale SLAMM fino ai 79kg contro il thailandese Yodchai Wor Petchpun, e nel match seguente sconfigge il pluricampione bielorusso e futuro campione It's Showtime Dmitry Shakuta.
Il 2008 è l'anno più prolifico della sua carriera, in quanto vince subito il titolo mondiale di muay thai WFCA per i pesi cruiser contro il francese Aurelien Duarte, in Nuova Zelanda vince il KO World Series 2008 contro il greco Nikos Sokolis e in marzo difende il titolo WFCA contro Ondřej Hutník in una gara per la promozione It's Showtime.
Quell'anno si ritrova a lottare ai vertici, prendendo parte al K-1 World Grand Prix 2008 dove sconfigge Azem Maksutaj per KO.
Successivamente batte il campione britannico di K-1 Gary Turner e infine diviene il nuovo campione It's Showtime quando sconfigge il quotato azero Zabit Samedov.
Nel 2009 in un incontro per la K-1 viene sconfitto dal fuoriclasse Gökhan Saki per KO durante la quarta ripresa.
Successivamente ottiene ottime vittorie su Attila Karacs e soprattutto su Keijiro Maeda.
Nel 2010 sempre in K-1 deve arrendersi ai punti contro il fenomeno francese Jérôme Le Banner.
Quell'anno riesce comunque a qualificarsi per le finali del K-1 World Grand Prix sconfiggendo il neozelandese Ray Sefo, un sei volte campione del mondo di muay thai.
Nei quarti di finale del torneo dovette però arrendersi ad Alistair Overeem, il quale poi vincerà il torneo.
Negli anni a seguire ottiene ottime vittorie contro Igor Mihaljević, Loren, Melvin Manhoef e Peter Aerts.
Nel 2013 prende parte al torneo dei pesi mediomassimi Glory al quale parteciparono i più forti kickboxer di categoria; negli ottavi di finale sconfigge Remy Bonjasky per KO, nei quarti di finale stese Michael Duut in soli 31 secondi, in semifinale si impose sul belga Filip Verlinden ed infine vinse la finale contro Danyo Ilunga (record: 46-4) in soli 16 secondi.
Lo stesso anno affrontò il quotato Nathan Corbett e lo sconfisse per KO tecnico durante la seconda ripresa.
Nel 2014 fu tra i favoriti in un nuovo torneo dei pesi mediomassimi che avrebbe premiato il vincitore con la cintura di campione di categoria: l'evento venne ospitato ad Istanbul, dove Spong sconfisse in semifinale il brasiliano Saulo Cavalari ai punti, ma in finale contro il forte idolo di casa Gökhan Saki dovette dare forfait per infortunio dopo un minuto e mezzo di combattimento, in quanto un calcio basso del surinamese parato da Saki provocò la frattura della gamba calciante.

## Carriera nelle arti marziali miste
Nel 2012 Tyrone Spong si disse pronto a debuttare nel mondo delle arti marziali miste e il tanto atteso esordio nella divisione dei pesi mediomassimi avvenne il 3 novembre nella promozione statunitense WSOF contro Travis Bartlett: Spong si impose per KO durante il primo round.
Nel 2013 sconfisse Angel DeAnda ai punti.

### Risultati nelle arti marziali miste
| Risultato | Record | Avversario      | Metodo              | Evento                    | Data            | Round | Tempo | Città                  | Note            |
| --------- | ------ | --------------- | ------------------- | ------------------------- | --------------- | ----- | ----- | ---------------------- | --------------- |
| Vittoria  | 2-0    | Angel DeAnda    | Decisione (unanime) | WSOF 4: Spong vs. DeAnda  | 10 agosto 2013  | 3     | 5:00  | Ontario, Stati Uniti   |                 |
| Vittoria  | 1-0    | Travis Bartlett | KO (pugno)          | WSOF 1: Arlovski vs. Cole | 3 novembre 2012 | 1     | 3:15  | Las Vegas, Stati Uniti | Debutto in WSOF |

## Carriera nella boxe
Nel 2015 Spong ha fatto il suo debutto nel pugilato, sconfisse Gabor Farkas per KO durante il primo round. Nel 2017 ha vinto il titolo di campione WBC Latino nella divisione dei pesi massimi.